# Cambes-en-Plaine
Cambes-en-Plaine là một xã ở tỉnh Calvados, thuộc vùng Normandie ở tây bắc nước Pháp.